# Ahmad Zakariyya
Ahmad Zakariyya (àrab: زكريا أحمد)  (El Faium, 7 de gener de 1896 - El Caire, 15 de febrer de 1961) va ser un músic i compositor egipci.
Principalment va cantar cançons religioses com a membre de diversos grups des de 1919 fins a 1929, després d'haver estudiat la recitació de l'Alcorà amb el conegut recitador alcorànic egipci Mohamed Salama. Es va fer conegut, però, quan va ampliar el seu repertori a la música popular, especialment amb aquelles cançons que expressaven patriotisme pel nou estat nació de l'Egipte modern.
L'estil de composició de la majoria de la seva música està fortament influenciat pels estils tradicionals de la música popular egípcia. Les obres conegudes inclouen peces en solitari i partitures de pel·lícules, i el 1931 va començar a compondre cançons sentimentals i patriòtiques egípcies per a Umm Kulthum. També va començar a escriure operetes el 1924, i finalment va produir un total de 56 operetes i 1.070 cançons.
El seu pare era egipci i la seva mare turca, i va influir en el seu primer interès per la música.